# Franz Weber (Bibliothekar)

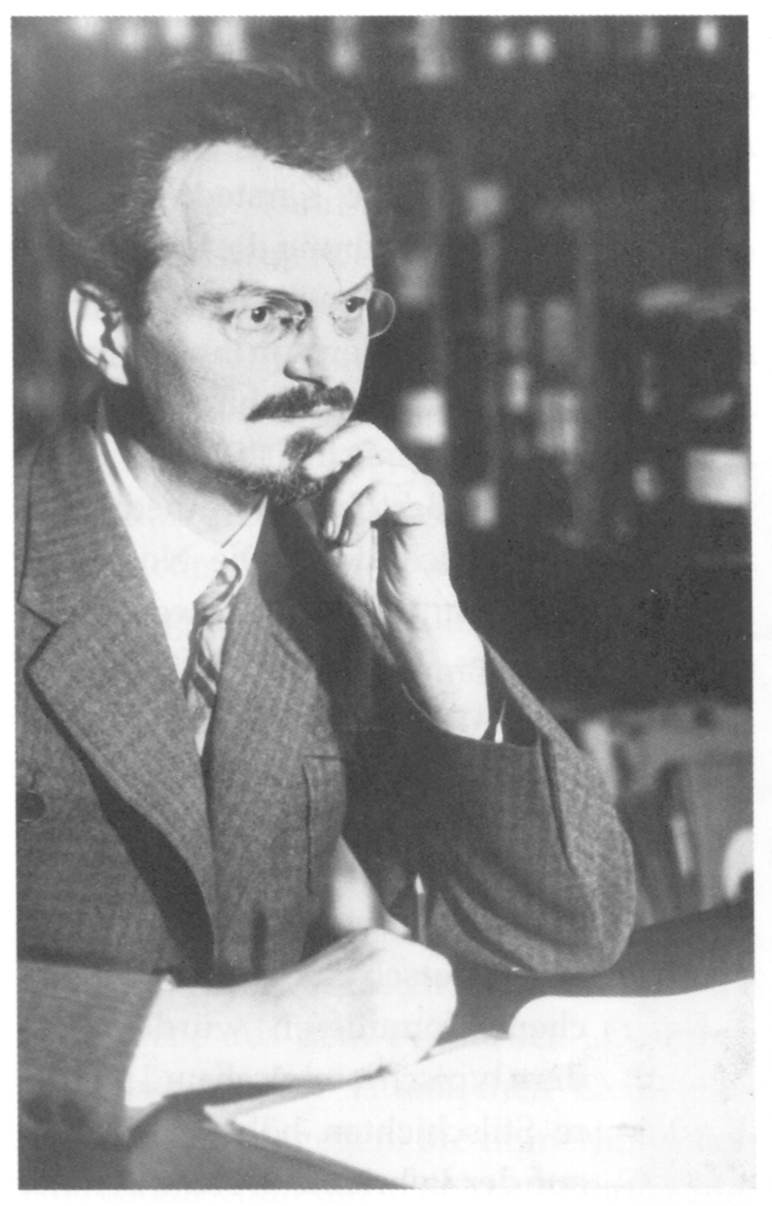
Franz Weber (um 1920)

Franz Weber, vollständig Friedrich Franz Helmut Weber (* 25. September 1881 in Greifenhagen; † 14. Dezember 1962 in Lübeck) war ein deutscher Bibliothekar und Medailleur.

## Leben
Franz Weber studierte Germanistik, Romanistik und Philosophie an den Universitäten Berlin, Greifswald und Königsberg und wurde 1910 mit einer Dissertation über die Bremische Deutsche Gesellschaft bei Rudolf Meißner an der Albertus-Universität Königsberg zum Dr. phil. promoviert. Seine erste Anstellung fand er als Voluntär an der Stadtbibliothek Bremen und 1910 an der Stadtbibliothek Stettin.
Ab 1911 war er an der Stadtbibliothek Lübeck als Wissenschaftlicher Bibliothekar und später auch stellvertretender Leiter tätig. Nach dem Wechsel des Direktors Gustav Struck nach Wiesbaden zum 1. August 1940 übernahm Weber bis 1945 die kommissarische Leitung der Stadtbibliothek. 1947 ging er in den Ruhestand.
In Lübeck gestaltete er als Autodidakt auch Porträtmedaillen, unter anderem auf Ernst Curtius, Plaketten sowie Holzkleinplastiken.
Sein Sohn Dr. Otfried Weber (* 1912 in Lübeck) wurde ebenfalls wissenschaftlicher Bibliothekar und war bis 1976 stellvertretender Direktor der Universitätsbibliothek Kiel.

## Schriften
- Die Bremische Deutsche Gesellschaft 1748–1793. Greifenhagen: Kundler [1910], zugl. Königsberg, Univ., Diss., 1910 (Digitalisat).
- Die Inkunabelsammlung. In: Bücherei und Gemeinsinn. Das öffentliche Bibliothekswesen der Freien und Hansestadt Lübeck. Lübeck 1926, S. 74–113.

### Kataloge
- Die Inkunabeln der Stettiner Stadtbibliothek. Stettin, 1910.
- Die auf der Stadtbibliothek zu Stettin befindlichen Drucke von 1500–1550. Ein Verzeichnis (= Baltische Studien, Bd. 16). Stettin 1912.
- Catalogus codicum manuscriptorum theologicorum latinorum necnon philosophicorum. (Digitalisat: urn:nbn:de:gbv:48-1-968539)
- Catalogus codicum manuscriptorium Philologicorum. (Digitalisat: urn:nbn:de:gbv:48-1-254818)
- Die Wiegendrucke der Stadtbibliothek Lübeck. Band 1 (Digitalisat: urn:nbn:de:gbv:48-1-469959)
- Die Wiegendrucke der Stadtbibliothek Lübeck. Band 2 (Digitalisat: urn:nbn:de:gbv:48-1-476633)